# Sue piccole mani
Sue piccole mani è un atto unico inedito composto da Eduardo De Filippo nel 1943.

## Trama
Quasi una ripresa di Filosoficamente, quest'altro atto unico Sue piccole mani, rimasto inedito come il primo,  ne riprende la trama facendone protagonisti Arturo e Vincenzino, qui presentati come due reduci di guerra, uno cieco e l'altro quasi cieco, col secondo che si è assunto il compito di assistere e accompagnare il suo amico. Invero Arturo non si rende conto dei rischi per la sua vita che l'amico miope involontariamente gli fa correre.
I due amici vengono invitati in casa di don Gaetano Nazaro, padre di due fanciulle, Maria e Margherita. Vincenzino nonostante la sua quasi totale cecità riesce a farsi accettare come sposo da Maria mentre Margherita accetta la corte di Arturo, conquistata dalle sue parole.